# Milneria kelseyi
Milneria kelseyi är en musselart som beskrevs av Dall 1916. Milneria kelseyi ingår i släktet Milneria, och familjen Carditidae. Inga underarter finns listade i Catalogue of Life.